# Woudrichem
Woudrichem és un municipi de la província del Brabant del Nord, al sud dels Països Baixos. L'1 de gener del 2009 tenia 14.376 habitants repartits sobre una superfície de 51,65 km² (dels quals 2,25 km² corresponen a aigua). Limita al nord amb Gorinchem (Holanda del Sud), a l'oest amb Werkendam, a l'est amb Zaltbommel (Gelderland) i al sud amb Aalburg. 	

## Centres de població
Almkerk, Andel, Giessen, Oudendijk, Rijswijk, Uitwijk, Uppel, Waardhuizen i Woudrichem.

## Ajuntament
- CDA - 5 regidors
- Gemeentebelangen - 3 regidors
- PvdA - 3 regidors
- ChristenUnie - 2 regidors
- VVD - 2 regidors